# Флаг Туниса
Флаг Туни́са (араб. علم تونس‎) представляет собой прямоугольное полотнище красного цвета с отношением сторон 2:3. В центре полотнища в белом круге размещается красный полумесяц, окружающий с трёх сторон красную пятиконечную звезду. Бей Туниса Аль-Хусейн II ибн Махмуд принял решение о создании флага Туниса, близкого по виду к современному, после битвы при Наварине 20 октября 1827 года; в 1831—1835 годах он был официально утверждён. В таком виде флаг существовал во времена французского протектората, а 1 июня 1959 года был провозглашён государственным флагом Республики Тунис (в соответствии с конституцией страны). 30 июня 1999 года пропорции и дизайн флага были уточнены специальным законом; общий вид флага при этом практически не изменился.
Полумесяц и звезда, изображённые на флаге Туниса, являются традиционными символами ислама, а также считаются символами удачи. Полумесяц и звезда были изображены на флаге Османской империи, частью которой являлся Тунис; нынешние символы Туниса отражают эту историческую связь, потому он и похож на флаг Турции.

## История

### Флаги-предшественники

Флаг Туниса в период Османской империи (1574—1831)

Военно-морской флаг Османской империи до 1844

Флаг туниского бея

Точный вид флагов, поднимавшихся на тунисских кораблях до середины XVIII века, неизвестен. Однако различные источники отмечают определённое сходство между ними: все они имели рисунок в виде полумесяца и использовали синий, зелёный, красный и белый цвета. Затем, со второй половины XVIII века и в начале XIX века флаг составлялся из горизонтальных полос синего, красного и зелёного цветов, символизирующих власть Османской империи над Тунисом. Такие флаги сложной формы с многочисленными полосами поднимались на кораблях по всему побережью Северной Африки; сходные флаги, но других цветов использовались и на континенте.
Согласно Отфриду Нойбекеру (Ottfried Neubecker), бей Туниса имел личный флаг. Этот флаг был чем-то вроде личного штандарта; он поднимался над дворцом Бардо, крепостью Туниса, на военных кораблях; его изображение было центральной фигурой герба Туниса. Кроме того, он использовался при проведении публичных церемоний — от торжественного провозглашении конституции Османской империи 21 марта 1840 года до низложения бея 25 июля 1957 года.
Считается, что он был введён Аль-Хусайном II ибн Махмудом, хотя некоторые источники, такие, как Абдель-Вахаб, утверждают, что он использовался на протяжении трёх предшествовавших Аль-Хусайну столетий. Флаг имел прямоугольную форму и был разделён на девять горизонтальных полос: среднюю — зелёного цвета, вдвое более широкую, чем остальные полосы, и восемь чередующихся полос красного и жёлтого цветов. В центре зелёной полосы изображался Зульфикар, легендарный исламский меч Али, с белым лезвием и многоцветным эфесом. На каждой из красных и жёлтых полос изображались по пять фигур, причём порядок варьировал от полосы к полосе. Эти фигуры можно подразделить на две категории: шестиконечные звёзды со вписанными по их центру кругами (звёзды красного цвета заключали в себе зелёный круг, а белого цвета — синий) и круги, заключающие в себе ещё один круг меньшего размера, чуть смещённый книзу и вправо (большой синий круг — круг красного цвета, а зелёный — жёлтого цвета). При этом на первой жёлтой полосе изображались три красные звезды и два синих круга, на второй (красной) полосе — три зелёных круга и две белые звезды. Третья полоса (жёлтая) была сходна с первой, но центральная звезда на ней изображалась белой, тогда как четвёртая полоса была идентична второй.

### Происхождение современного флага

Флаг Туниса, использовавшийся до 1999 года (у полумесяца менее острые углы, чем на современном флаге)

Некоторые мусульманские страны южного побережья Средиземного моря использовали красные флаги, аналогичные флагу Османской империи. После того, как тунисский флот был разбит в Наваринском сражении 20 октября 1827 года, правитель Туниса Аль-Хусайн II ибн Махмуд принял решение создать флаг для тунисского флота, отличный от флагов других флотов. Существуют разные мнения о времени принятия этого флага правительством: часть источников утверждает, что это произошло в 1831 году, тогда как другая часть считает, что флаг был принят в 1835 году.
С тех пор Тунис имеет флаг, сходный по виду с турецким, прообразом которого послужил флаг Османской империи (поскольку беи Туниса были её вассалами). Его отличие от флага Турции заключается в белом круге в центре флага и цвете полумесяца и звезды, изображённых в нём: на турецком флаге белый круг отсутствует, а полумесяц и звезда изображаются белыми на красном фоне. Кроме того, на турецком флаге полумесяц и звезда располагаются не по центру флага, а смещены относительно него.

### Французский протекторат

Флаг, использовавшийся некоторыми военными подразделениями, базировавшимися в Тунисе, во времена французского протектората

Во времена протектората над Тунисом французские власти не посягали на тунисский флаг. Однако, согласно статье во «Flag Bulletin», опубликованной осенью 2000 года, на протяжении некоторого непродолжительного времени в крыже флага Туниса помещался флаг Франции. Этот факт подтверждает и известный вексиллолог Уитни Смит (Whitney Smith), заявивший, что добавка в виде французского флага была «модификацией неофициального национального флага Туниса, использовавшейся в течение нескольких лет»:

Тунис, французский протекторат, сохранил свой национальный флаг как на суше, так и на море. Тем не менее, в конце XIX — начале XX века использовалась неофициальная версия флага с триколором в крыже. В 1925 году вносилось предложение о том, чтобы принять данный флаг в качестве официального, но последствий это не имело. Флаг, изображённый на обложке этого издания («Flag Bulletin»), не кажется мне чем-то, что можно использовать для иллюстраций какого-либо вексиллологического источника.
Оригинальный текст (англ.) Tunisia, a French protectorate, retained its national flag on land and at sea. Nevertheless, in the late 19th Century or early 20th Century an unofficial version of the flag was used with the tricolor canton. In 1925 a formal proposal was made to adopt that flag as official, but no action was taken. That flag, featured on the cover of this issue [of the “Flag Bulletin”], does not appear to have been illustrated in any vexillological source.

Путаница возникла в связи с публикацией во французской ежедневной газете «Le Petit Journal» от 24 июля 1904 года иллюстрации, на которой был изображён флаг, который поднимался над гостиницей Hôtel de Ville, Париж, в которой бей Туниса останавливался во время своего визита в Париж. Иван Захе (Ivan Sache) из организации «Flags of the World» утверждал, что дизайн этого невиданного ранее флага вызван ошибкой газетчиков.

### Арабская Исламская Республика

Флаг Арабской Исламской Республики согласно Тахару Белходже

В 1974 руководители Ливии — Муаммар Каддафи и Туниса — Хабиб Бургиба согласовали решение об объединении своих стран в единое государство — Арабскую Исламскую Республику. В конце встречи двух лидеров министр иностранных дел Туниса Махамед Масмуди зачитал совместное заявление двух стран:
Два наших государства образуют единое государство, Арабскую Исламскую Республику, с единой конституцией, флагом, президентом, общими исполнительными, представительными и судебными органами власти. Референдум будет проведён 18 января 1974 года.
Однако, столкнувшись с сопротивлением этому решению как внутри страны, так и за её границами, Бургиба отказался от этого проекта, заявив о неконституционности референдума по вопросу об объединении. Флаг предполагаемого объединённого государства повторял флаг Федерации Арабских Республик, существовавшей с 1972 по 1977 год, с той лишь разницей, что золотой ястреб на нём был заменён тунисским полумесяцем со звездой красного цвета, как это было оговорено в соглашении об объединении: «Флаг: звезда и тунисский полумесяц на средней белой [полосе], красная и чёрная [полосы]».

## Описание

Чертёж флага Туниса образца до 1999 года

Точный вид тунисского флага впервые был законодательно определён статьёй 4 конституции страны от 1 июня 1959 года: «Флаг Республики Тунис — красный, имеющий, в соответствии с законом, посередине белый круг с пятиконечной звездой и окружающим её полумесяцем».
Органический закон № 99-56 от 30 июня 1999, принятый 3 июля Палатой представителей страны, определил тунисский флаг более точно, уточнив статью 4 конституции. Флаг был определён как красное прямоугольное полотнище с отношением ширины к длине, равным 2/3. На флаге изображён белый круг, диаметр которого равен одной трети длины флага, а центр находится на пересечении диагоналей. Красная пятиконечная звезда расположена в правой части круга, её центр расположен на расстоянии 1/30 длины флага от центра белого круга.

Чертёж современного флага Туниса (с 1999 года)

Диаметр воображаемой окружности, на которой расположены вершины пятиконечной звезды, равен приблизительно 15 % длины флага. Вершины расположены на равном расстоянии друг от друга, причём одна из них расположена на горизонтальной медиане флага, слева от центра круга. С левой стороны звезда окружена красным полумесяцем, образованным пересечением двух дуг, причём диаметр внешней души равен 1/4 длины флага, а диаметр внутренней — 1/5 длины флага.
Флаг, используемый президентом Туниса, имеет в верхней части надпись «для Родины» (араб. للوطن‎), выполненную золотом. Три края президентского флага обшиты золотисто-жёлтой бахромой, а у древка закреплена красная лента с золотой оторочкой, доходящая до нижней границы флага, и белым диском со звездой и полумесяцем внизу.
Статья 4 конституции оговаривает наличие технического досье, содержащего модель флага, и чертёж с указанием размеров и цветов флага.